# Bikini
Za atol Bikini glejte Bikini (atol)
Bikíni je dvodelna ženska kopalna obleka, ki je nošena predvsem za kopanje in sončenje.

## Razvoj bikinija

### Stari vek in antika
Podobna dvodelna oblačila so poznali že zelo zgodaj. To dokazujejo stenske risbe in mozaiki iz 4. stoletja v sicilskem gorskem mestecu Piazza Armerina. Devet od prvotno desetih športnih lepotic nosi bikini.

### 20. stoletje
Ob prelomu stoletja so modni oblikovalci začeli pošiljati korzete v muzeje mode, vendar je do prodora bikinija preteklo še precej časa. Nek model bikink je imel naziv Taboo. Šele izboljšava tkanin po drugi svetovni vojni in sprostitev običajev je omogočilo prodor bikink. 
Bikini sta istočasno kreirala francoska modna kreatorja Jacques Heim in Bart Louis. Prvotno so ga imenovali Atom. Toda v senci Hirošime je bilo to ime neprimerno. 
1. julija 1946 so na atolu Bikini iz letala B-29 vojnega letalstva ZDA odvrgli prvo atomsko bombo po koncu druge svetovne vojne in s tem začeli serijo preizkusov. Štiri dni kasneje je poslal modni kreator Louis Reard v Parizu na modno pisto manekenko, oblečeno le v štiri skromne trikotnike blaga. Novemu oblačilu je dal ime atol in tabu je bil zlomljen. Udarno ime je učinkovalo kot bomba: skromno oblačilo je izzvalo enako ogorčenje kot preizkusi bomb na atolu Bikini.
Steve Reich je na vprašanje, zakaj je bikini v svoji operi Three tales predstavil kot enega od glavnih dogodkov v človeški zgodovini odgovoril: Ko sem bil otrok, so uničili atol Bikini. Naslednji velik dogodek je bil izum kopalk bikini. Najprej je bil atol Bikini, od njega ni ostalo nič. Prej so bile kopalne obleke, sedaj so narejene tako rekoč iz ničesar.
V prvem filmu o Jamesu Bondu (Dr No) je prišla leta 1962 Ursula Andress iz morja v bombažnem bikiniju kremne barve. James Bond (igral ga je Sean Connery) je ta spektakularen nastop suho komentiral: Čeden nič je to, kar imate skoraj oblečeno.
Leta 1964 je avstrijski modni kreator Rudi Gernreich (1922–1985) napravil naslednji korak v razvoju bikinija in sicer monokini (kasneje imenovan tudi zgoraj brez). Nekateri imenujejo naslednji korak, to je ukinitev vsake obleke, nokini.